# Minardi M02
La Minardi M02 fu la vettura dell'omonimo team che disputò la stagione 2000 di Formula 1. Progettata da Gustav Brunner e guidata da Marc Gené e Gastón Mazzacane risultava essere la monoposto con il maggior numero di soluzioni inedite.

## Presentazione
La M02 venne presentata il 16 febbraio 2000 a Bilbao vicino al Museo Guggenheim. Il titolare della scuderia, Gabriele Rumi, si dichiarò molto ottimista, così come Marc Gené, soddisfatto della vettura, ma preoccupato per la scarsa potenza del motore. L'altro pilota, il neoassunto Gastón Mazzacane, dichiarò invece di essere contento di poter gareggiare in Formula 1 e di poter adattarsi velocemente alla vettura. Anche Gustav Brunner affermò di essere molto soddisfatto della vettura.

### Livrea
Per la stagione 2000, la Minardi modificò i colori della sua livrea, adottando il giallo come elemento principale, oltre al blu. Il cambio di colorazione era dovuto, soprattutto, al maggior peso acquisito dallo sponsor principale, Telefónica, che pareva dovesse acquistare una rilevante quota del team (operazione, poi, non concretizzatasi). La Minardi poté contare anche su alcuni sponsor nuovi, tra cui il network televisivo sudamericano PSN e la linea di abbigliamento spagnola Lois.

## Sviluppo
La stagione 2000 fu caratterizzata da pochissime modifiche ai regolamenti, che, di fatto, non comportarono stravolgimenti riguardo al modo di concepire le vetture rispetto all'anno precedente. Al contrario di molte vetture concorrenti, la M02 presentava invece moltissime nuove soluzioni innovative.
La progettazione e lo sviluppo della monoposto furono affidati a Gustav Brunner, il quale aveva a disposizione un budget di 50 milioni di dollari, sette volte inferiore a quello delle squadre di vertice, e un personale di cento unità a coadiuvarlo. Nonostante un miglioramento delle prestazioni rispetto all'anno precedente, però, la vettura scontava problemi di competitività legati ad un motore poco potente ed obsoleto e i due piloti, Marc Gené e Gastón Mazzacane, non furono mai in grado di lottare per ottenere punti.

### Cambio e sospensioni
La più importante novità della Minardi M02 risultava il cambio. A partire dal Gran Premio di Spagna ne venne infatti introdotto uno la cui scatola era costruita completamente in titanio. Sviluppato con la collaborazione della CRP, un'azienda di Modena, il nuovo cambio risultava poco ingombrante e leggero. La scuderia italiana calcolò un risparmio di peso pari al 25% oltre ad una maggiore rigidità torsionale. Nello stesso pacchetto erano compresi anche gli attacchi delle sospensioni, i cui portamozzi erano costruiti con lo stesso materiale, permettendo un'ulteriore razionalizzazione in termini di riduzione del peso. Tra l'altro, le sospensioni posteriori erano costruite sul modello di quelle anteriori adottate dalla Ferrari, seguendo il modello già adottato l'anno precedente.

### Aerodinamica
Modifiche vennero fatte pure nell'abitacolo, che venne abbassato grazie ad un'inedita forma, creata per facilitare l'entrata nel posto di guida ai piloti. Inedito risultò poi il fondo della vettura in cui veniva aggiunta un'appendice esterna ed una centrale. Anche l'avantreno e le fiancate, entrambi molto squadrati, subirono dei cambiamenti, così come gli scarichi del motore, sistemati più in alto, e il cofano motore, molto basso. Inalterate rimasero invece le pinze dei freni.

### Motore
Il punto più problematico della vettura era rappresentato dal motore Ford (rinominato Fondmetal), scarsamente potente, visto che disponeva di appena 720 CV, contro gli oltre 800 dei protagonisti ed era ingombrante e pesante. Nonostante fosse stata spesa una cifra rilevante per il suo sviluppo, non risultò affatto competitivo. Nel gennaio del 2000, infatti, Rumi aveva concluso un accordo con la casa americana per la fornitura dei propulsori Cosworth utilizzati nella stagione di Formula 1 1998, acquisendo anche il diritto a svilupparli tramite una squadra di tecnici appositamente messagli a disposizione. L'operazione, di fatto, era diretta ad una riduzione dei costi, visto che lo scopo di Rumi era quello di rivendere il motore aggiornato a scuderie militanti in altre categorie dell'automobilismo, come il campionato sport prototipi.
Il propulsore, poi, siccome era oltre trenta chilogrammi più pesante rispetto a quello dei concorrenti richiedeva un impianto di raffreddamento più ampio, il che andava a danno dell'aerodinamica della monoposto.

## Carriera agonistica

### La stagione
Durante la stagione i due piloti Minardi non riuscirono ad ottenere alcun punto, ottenendo come miglior risultato tre ottavi posti, e concludendo il campionato al decimo posto nel campionato costruttori, davanti alla sola Prost.

#### Risultati completi
| Anno | Vettura | Motore        | Gomme | Piloti    |     |     |     |    |    |     |     |    |     |    |     |     |    |    |     |     |     |  |  |  |  |  |  |  | Punti | Pos. |
| ---- | ------- | ------------- | ----- | --------- | --- | --- | --- | -- | -- | --- | --- | -- | --- | -- | --- | --- | -- | -- | --- | --- | --- |  |  |  |  |  |  |  | ----- | ---- |
| 2000 | M02     | Fondmetal V10 | B     | Gené      | 8   | Rit | Rit | 14 | 14 | Rit | Rit | 16 | 15  | 8  | Rit | 15  | 14 | 9  | 12  | Rit | Rit |  |  |  |  |  |  |  | 0     | 10º  |
| 2000 | M02     | Fondmetal V10 | B     | Mazzacane | Rit | 10  | 13  | 15 | 15 | 8   | Rit | 12 | Rit | 12 | 11  | Rit | 17 | 10 | Rit | 15  | 13  |  |  |  |  |  |  |  | 0     | 10º  |

| Legenda | 1º posto     | 2º posto | 3º posto    | A punti         | Senza punti/Non class.  | Grassetto – Pole position Corsivo – Giro più veloce |
| Legenda | Squalificato | Ritirato | Non partito | Non qualificato | Solo prove/Terzo pilota | Grassetto – Pole position Corsivo – Giro più veloce |